# 정철운 (축구 선수)
정철운(鄭喆云, 1986년 7월 30일 ~ )은 대한민국의 축구 선수로 주 포지션은 센터백이다. 정철운은 2008년 11월 18일에 우선지명 선수 16명 중의 하나로 지명되어 강원 FC에 입단하였다.

## 선수 경력
정철운의 프로 첫 경기는 2009년 4월 8일에 펼쳐진 대구 FC와의 리그컵 경기였다. 그 후 컵 대회와 FA컵 대회에 주로 출장하였다. 2009년 7월 19일 홈에서 열린 FC 서울과의 경기에 이세인의 부상으로 교체 출전하며 리그 첫 출전을 기록하였다.

## 클럽 통계
2009년 8월 15일 기준
| 클럽     | 클럽     | 클럽     | 리그 | 리그 | 컵            | 컵            | 리그컵 | 리그컵 | 총계 | 총계 |
| 시즌     | 클럽     | 리그     | 출장 | 득점 | 출장          | 득점          | 출장   | 득점   | 출장 | 득점 |
| 대한민국 | 대한민국 | 대한민국 | 리그 | 리그 | 대한민국 FA컵 | 대한민국 FA컵 | 리그컵 | 리그컵 | 합계 | 합계 |
| -------- | -------- | -------- | ---- | ---- | ------------- | ------------- | ------ | ------ | ---- | ---- |
| 2009     | 강원 FC  | K-리그   | 3    | 0    | 2             | 0             | 3      | 0      | 8    | 0    |
| 총 계    | 총 계    | 총 계    | 3    | 0    | 2             | 0             | 3      | 0      | 8    | 0    |